# Liste der Biografien/Vov
Liste der Biografien |
Portal Biografien |
Personensuche
# |
A |
B |
C |
D |
E |
F |
G |
H |
I |
J |
K |
L |
M |
N |
O |
P |
Q |
R |
S |
T |
U |
V |
W |
X |
Y |
Z |
?
 
Va |
Ve |
Vh |
Vi |
Vj |
Vl |
Vn |
Vo |
Vr |
Vs |
Vt |
Vu |
Vy
 
Voa |
Vob |
Voc |
Vod |
Voe |
Vof |
Vog |
Voh |
Voi |
Voj |
Vok |
Vol |
Vom |
Von |
Voo |
Vop |
Vor |
Vos |
Vot |
Vou |
Vov |
Vow |
Vox |
Voy |
Voz
Die Liste der Biografien führt alle Personen auf, die in der deutschsprachigen Wikipedia einen Artikel haben. Dieses ist eine Teilliste mit 8 Einträgen von Personen, deren Namen mit den Buchstaben „Vov“ beginnt.

## Vov

### Vove
- Vovelle, Michel (1933–2018), französischer Historiker
- Voveris, Ginutis Dainius (* 1944), litauischer Diplomat
- Voveris, Saulius (* 1977), litauischer Schachspieler
- Voves, Franz (* 1953), österreichischer PolitikerFranz Voves (* 1953)

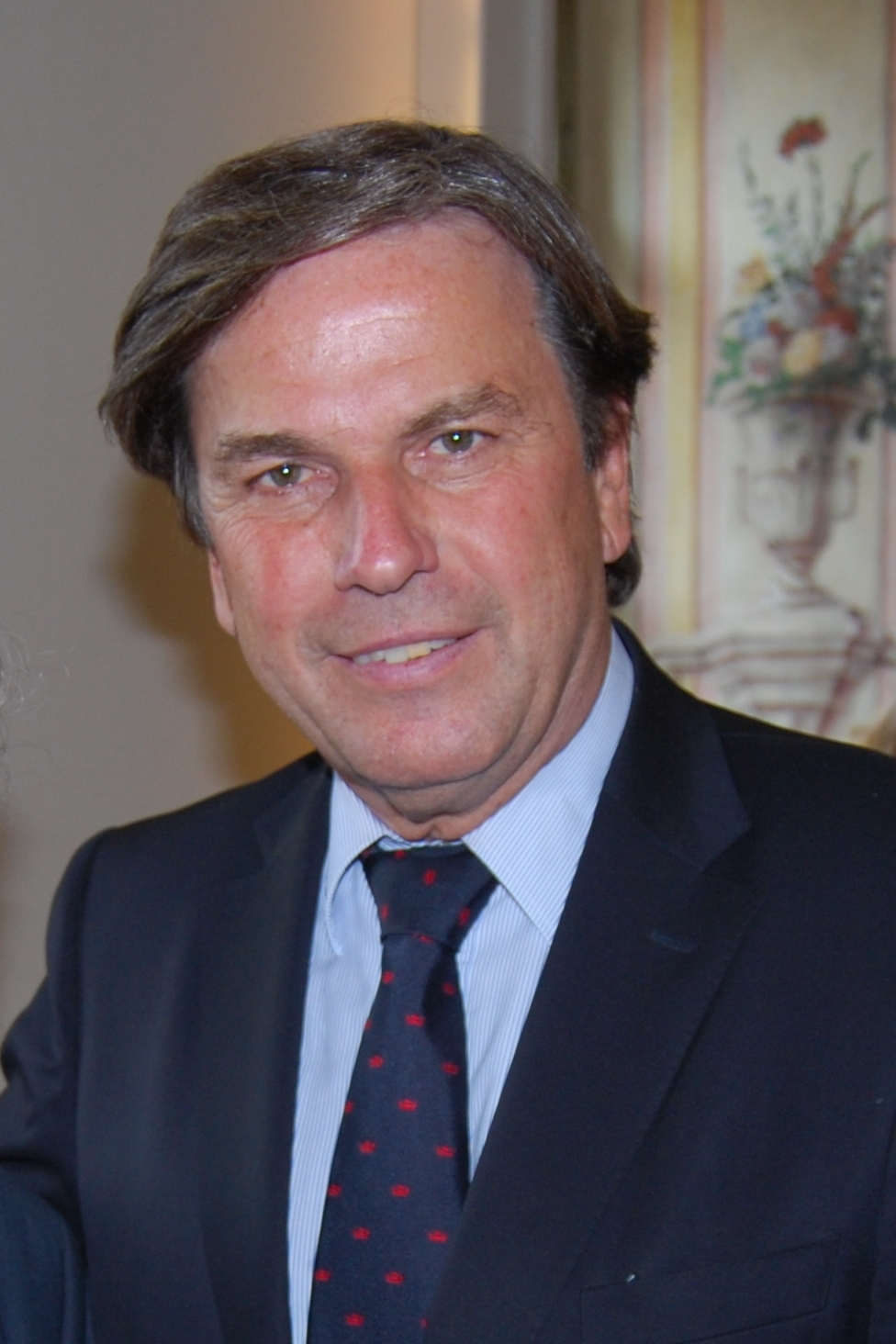
Franz Voves (* 1953)

### Vovi
- Vovin, Alexander (1961–2022), russisch-amerikanischer Philologe und Sprachwissenschaftler

### Vovk
- Vovk van Gaal, Taja, slowenische Kulturhistorikerin und Kreativdirektorin am Haus der Europäischen Geschichte
- Vovk, Anton (1900–1963), jugoslawischer Priester, Erzbischof von Ljubljana
- Vovkovinskiy, Igor (1982–2021), ukrainisch-amerikanischer Schauspieler